# Regele Ferdinand (F-221)

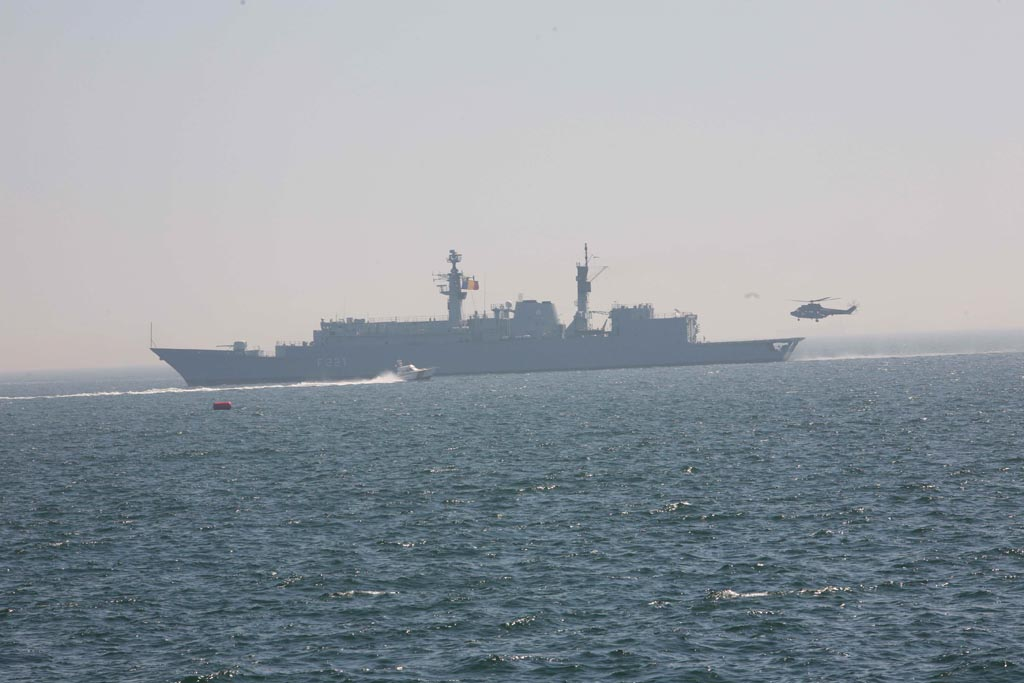

HMS Coventry (D118) (англ.  Її Величності Корабель «Ковентрі»), з 2004 року Regele Ferdinand (F-221) (рум. Реджеле Фердинанд) — фрегат типу 22 британського виробництва, який служив у складі Королівських військово-морських сил Великої Британії з 1988 по 2002 роки і проданий в 2003 році Румунії. З 2004 року — флагман ВМС Румунії. Спочатку мав був називатися «Боудикка» (англ.  Boadicea), але прийняв ім'я «Ковентрі» на честь однойменного есмінця HMS Coventry (D118) типу 42, потопленого під час Фолклендської війни. У Румунії отримав ім'я на честь однойменної серії есмінців 1940-х років і головного корабля цієї серії.

## Служба

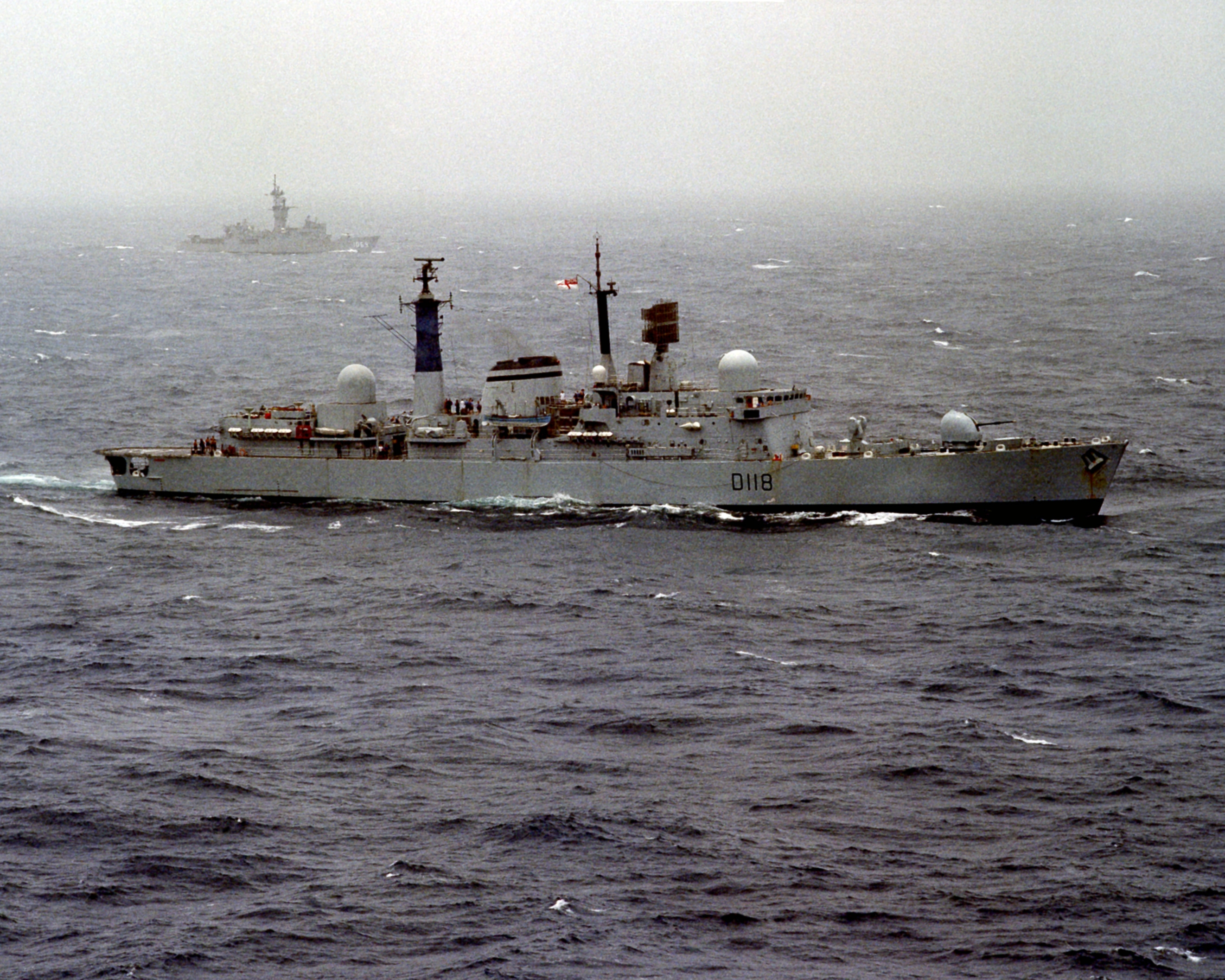
HMS Coventry (D118)

### Велика Британія
Закладений компанією «Swan Hunter» 29 березня 1984 року. Спущений на воду 8 квітня 1986 року, введений до складу ВМС Великої Британії 14 жовтня 1988 року. З 1990 по 1996 роки — лідер 1-ї ескадри фрегатів . 17 січня 2002 року виключений зі складу ВМС Великої Британії.

### Румунія
14 січня 2003 року «Ковентрі» був придбаний Румунією і перейменований в «Реджеле Фердинанд». 19 серпня 2004 року корабель був остаточно передано Румунії і пройшов випробування. 9 вересня 2004 року прийнятий до складу ВМС Румунії і призначений флагманом румунського флоту. В ході модернізації з корабля було прибрано озброєння, а його розміри і водотоннажність також змінилися. У пресі не вщухали суперечки про ціну купівлі корабля.

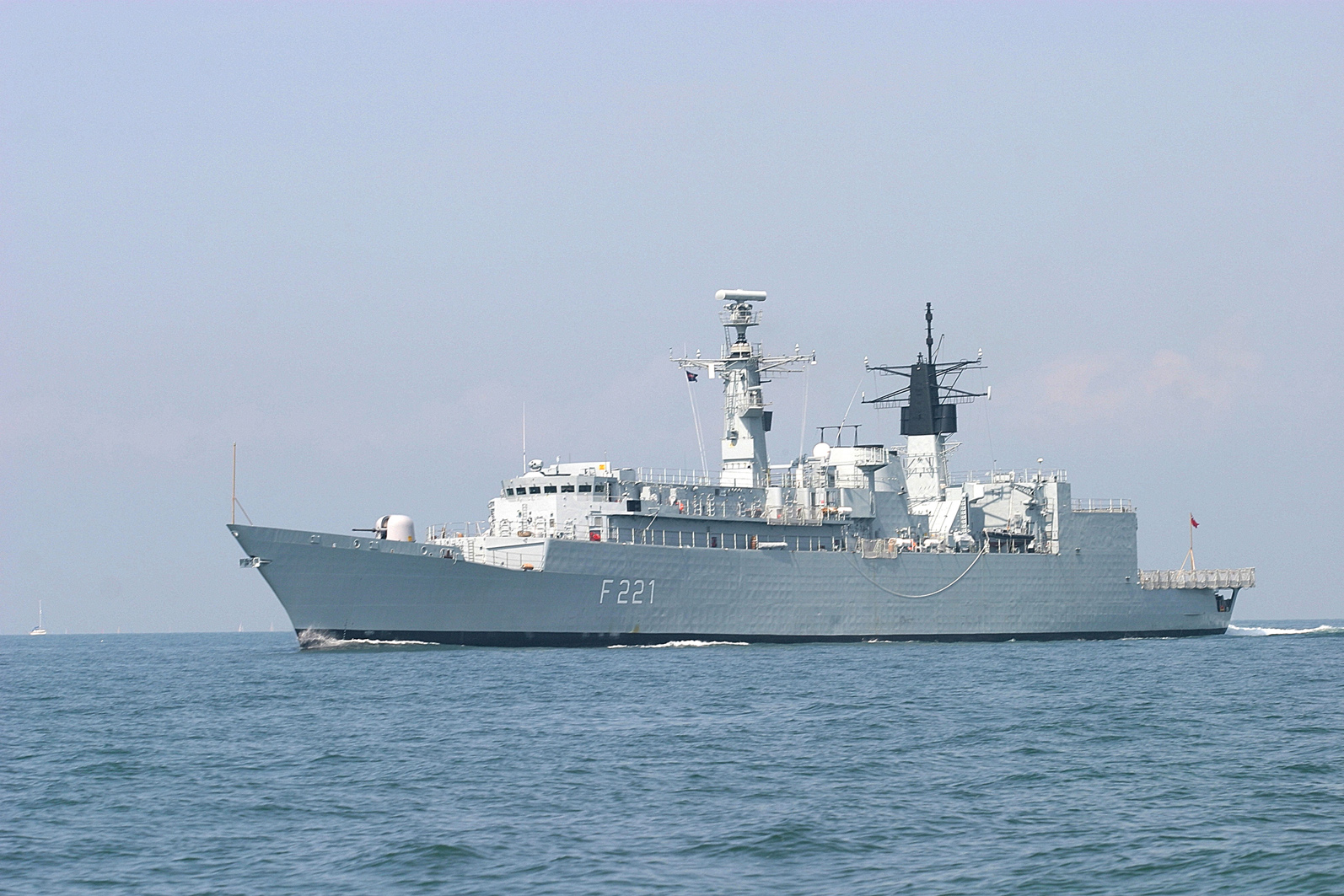
Реджеле Фердинанд

22 березня 2011 року президент Румунії Траян Бесеску після зустрічі з Вищою радою національної оборони оголосив про майбутнє відправлення корабля з 205 моряками і 2 офіцерами для контролю за ембарго на поставку зброї в Середземному морі — частина операції «Союзний захисник»  в рамках іноземної військової інтервенції в Лівію. Фрегат пройшов 17400 морських миль, виконавши 770 завдань.
Фрегат «Реджеле Фердинанд» брав участь в операції «Активні зусилля» в 2005, 2007, 2008 і 2010 роках в Середземному морі, в болгарських навчаннях «Breeze — CertExam» в 2007 і 2008 роках, в хорватських навчаннях «Noble Midas» у 2007 році в Італії в 2008 році. З 13 вересня 2012 року учасник операції «Аталанта», перевозив командос підрозділу GNFOS. З серпня 2014 року перебуває у 2-й морській стаціонарній групі НАТО, що діє в Чорному морі в рамках навчань «Sea Breeze». 
У березні-квітні 2019 разом з кораблями НАТО HNLMS Evertsen, HMCS Toronto, SPS Santa María, TCG Gelibolu (F 493) брав участь у навчаннях "Sea Shield" у Чорному морі .

## Порівняльні характеристики

### Розміри, двигун, швидкість
| Параметри          | У складі ВМС Великої Британії                                                    | У складі ВМС Румунії                            |
| ------------------ | -------------------------------------------------------------------------------- | ----------------------------------------------- |
| Водотоннажність    | 4800                                                                             | 5300                                            |
| Довжина            | 146,5                                                                            | 148,1                                           |
| Ширина             | 14,8                                                                             | 14,8                                            |
| Осадка             | 6,4                                                                              | 6,4                                             |
| Двигуни            | 2 газові турбіни Rolls-Royce Olympus TM3B 2 газові турбіни Rolls-Royce Tyne RM1C | 4 газові турбіни Rolls-Royce                    |
| Потужність         | 63700 к.с.                                                                       | 63700 к.с.                                      |
| Швидкість          | 18 вузлів (крейсерська) 30 вузлів (максимальна)                                  | 18 вузлів (крейсерська) 30 вузлів (максимальна) |
| Дальність плавання | 8 тисяч морських миль                                                            | 4,5 тисяч морських миль                         |
| Екіпаж             | 273 чол.                                                                         | 250 чол.                                        |

### Озброєння
| Тип зброї              | У складі ВМС Великої Британії                                                    | У складі ВМС Румунії                       |
| ---------------------- | -------------------------------------------------------------------------------- | ------------------------------------------ |
| Радіолокаційне         | 9 радарів                                                                        | 9 радарів                                  |
| Радіоелектронне        | Постановник пасивних перешкод, система РЕБ                                       | Постановник пасивних перешкод, система РЕБ |
| Артилерія              | 2 x 20-мм гармати GAM-BO1                                                        | 76 mm/62 Compact (SR) OTO Melara           |
| Протикорабельні ракети | 4 пускові установки Exocet SSM                                                   | відсутні                                   |
| Зенітні ракети         | 2 x 6 GWS25 ЗРК «Sea Wolf» (проти авіації на середніх і великих висотах)         | відсутні                                   |
| Зенітна артилерія      | 2 x 30-мм зенітні гармати, 4 x 7,62-мм кулемети (проти авіації на малих висотах) | відсутні                                   |
| Авіаційна група        | 2 вертольоти Lynx MK 8                                                           | вертоліт IAR-330 Puma Naval                |

## Командири фрегата ВМС Великої Британії
| Список командирів фрегата «Ковентрі» | Список командирів фрегата «Ковентрі» | Список командирів фрегата «Ковентрі» |
| Початок служби                       | Кінець служби                        | Ім'я                                 |
| ------------------------------------ | ------------------------------------ | ------------------------------------ |
| 1988                                 | 1990                                 | Едвард Хакетт                        |
| 1990                                 | 1991                                 | Роджер Ч. Лейн-Нотт                  |
| 1991                                 | 1993                                 | Стівен Е. Сандерс                    |
| 1993                                 | 1994                                 | Крістофер Д. Стенфорд                |
| 1994                                 | 1996                                 | Томас Мортон                         |
| 1999                                 | 2001                                 | Філіп Джонс                          |

C 2009 року командиром корабля у ВМС Румунії є коммандор Міхай Панаіт